# 铁氧化物

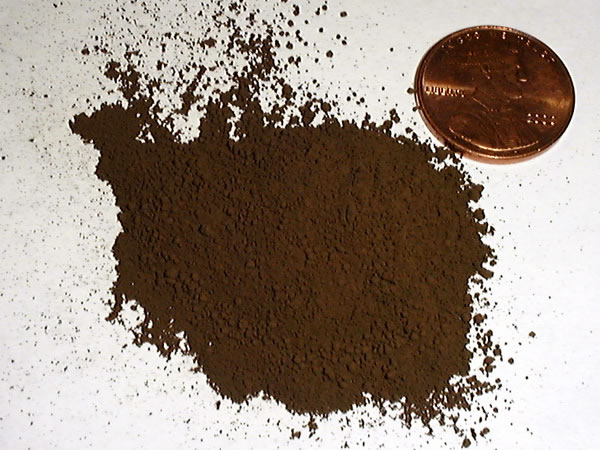
氧化铁颜料

铁氧化物、碱式氧化铁和铁氢氧化物是一类性质类似的化合物，目前已知有16种。

## 氧化物
- 氧化铁(I)（德语：Eisen(I)-oxid） - Fe2O
- 氧化亚铁 - FeO （方铁体）
- 四氧化三铁 - Fe3O4 （磁铁矿），FeIIFeIII混合价态氧化物。此外，混合价态氧化铁还已知：
  - Fe4O5[2]
  - Fe5O6[3]
  - Fe5O7[4]
  - Fe25O32[4]
  - Fe13O19[5]
- 三氧化二铁（氧化铁）  - Fe2O3
  - α-Fe2O3 （赤铁矿）
  - β-Fe2O3
  - γ-Fe2O3 （磁赤铁矿）
  - ε-Fe2O3
- 二氧化铁 - FeO2
- 三氧化铁 - FeO3
- 四氧化铁 - FeO4

## 氢氧化物
- 氢氧化亚铁 - Fe(OH)2
- 氢氧化铁 - Fe(OH)3 （稀烃沥青）

## 碱式氧化物
- 针铁矿 - α-FeOOH
- 四方纤铁矿 - β-FeOOH
- 纤铁矿 - γ-FeOOH
- 六方纤铁矿 - δ-FeOOH
- 水铁矿（ferrihydrite） - Fe5HO8·4H2O
- 高压FeOOH
- 施威特曼石
- 绿锈（green rusts） - FeIIIxFeIIy(OH)3x+2y-z(A−)z；A−为Cl−或0.5SO42−